# Zmaj Jovina (Zemun)
Ne doit pas être confondu avec Zmaj Jovina.
La rue Zmaj Jovina (en serbe cyrillique : Змај Јовина) est située à Belgrade, la capitale de la Serbie, dans la municipalité de Zemun et dans le quartier de Donji Grad.
La rue est ainsi nommée en hommage à Jovan Jovanović Zmaj (1833-1904), un poète lyrique du romantisme serbe.

## Parcours
La rue Zmaj Jovina naît au croisement des rues Glavna et Rajačićeva (dont elle constitue le prolongement). Elle s'oriente vers le nord-est et croise sur sa gauche les rues Lagumska et Fruškogorska ; elle est reliée par des allées à la rue Gospodska. Elle se termine à la hauteur du Kej oslobođenja (le « Quai de la Libération »), à proximité du Danube.

## Architecture
Au n° 26 se trouve le bâtiment des douanes, construit en 1781 pour accueillir les services de la douane et de la taxe sur le sel ; il possède une façade symétrique conçue dans le style classique, surmontée d'un tympan triangulaire ; avec ses entrepôts pour le sel, le bâtiment des douanes était à l'époque le plus vaste édifice du centre ville de Zemun. Il est aujourd'hui classé,.